# Dobroszló
Dobroszló (1899-ig Dobroszlava, szlovákul: Dobroslava, ukránul: Dobroszlav) község Szlovákiában, az Eperjesi kerület Felsővízközi járásában.

## Fekvése
Felsővízköztől 8 km-re északkeletre, a Ladomér-patak északi oldalán fekszik.

## Története
A 18. század végén Vályi András így ír róla: „DOBROSZLAVA. Tót falu Sáros Vármegyében, földes Ura Gróf Szirmay Uraság”
Fényes Elek 1851-ben kiadott geográfiai szótárában így ír a faluról: „Dobroszlava, Sáros v. orosz falu, a makoviczi uradalomban, Duplin fil. 6 romai, 270 gör. kath., 8 zsidó lak.”
1920 előtt Sáros vármegye Felsővízközi járásához tartozott.

## Népessége
| Év:            | 1994. | 2004.    | 2014.    | 2024. |
| -------------- | ----- | -------- | -------- | ----- |
| Emberek száma: | 56    | 39       | 28       | 49    |
| Eltérés:       |       | -30,35 % | -28,20 % | +75 % |

| Év:            | 2023. | 2024. |
| -------------- | ----- | ----- |
| Emberek száma: | 50    | 49    |
| Eltérés:       |       | -2 %  |

1910-ben 123, túlnyomórészt ruszin lakosa volt.
2001-ben 41 lakosából 27 szlovák és 14 ruszin volt.
2011-ben 34 lakosából 16 szlovák és 14 ruszin.

## Nevezetességei
- Szent Paraskevi tiszteletére szentelt görögkatolikus fatemploma 1705-ben épült, 1880-ban megújították. Két oldalkápolnája 1932-ben épült, így a templom ma kereszt alaprajzú. Ikonosztáza 18. századi munka.